# Пламен Джуров
Пламен Никифоров Джуров е български композитор, диригент и общественик, професор по дирижиране в Националната музикална академия „Панчо Владигеров“, София.

## Биография
Роден е на 21 април 1949 г. в Плевен. Завършва Българската държавна консерватория с три специалности: пиано – при проф. Мара Балсамова, композиция – при проф. Марин Големинов и дирижиране – при проф. Константин Илиев. Започва работа като диригент в Плевенската филхармония. Дирижирал е чужди оркестри в Русия, Германия, Мексико, Алжир, Куба и Северна Македония. Диригент на камерен ансамбъл „Софийски солисти“ от 1988 до 2023г.1988 г. Заедно със „Солистите“ е издал над 20 компактдиска в български и чуждестранни компании. Има десетки записи в БНР, "Гега" и Балкантон.
От 1982 г. до 1989 е генерален директор на ДО „Музика“. Председател е на Фондациите „Международен конкурс за млади оперни певци Борис Христов“ до 2015г. и Международен фестивал „Софийски музикални седмици“ от 2011 до 2023г..
От 2012 г. е почетен гражданин на София, а от 2020 г. почетен гражданин и на Плевен.
Член на Обществения съвет към министъра на културата на Република България (от 2014).

## Семейство
Негова съпруга е Маня Попова, автор и водещ на предаването „Контрапункт“ в БНР.

## Творчество
По-известни произведения: Соната за пиано (1975), Симфония (1976), Кончерто гроссо №1 за струнни /1978/, Кончерто гроссо №2 "Метаморфози", Елегия за симфоничен оркестър /1980/, Фантазия/1982/, Токата /1984, Оратория-реквием (1989). „Саксофония“ /2012/ (концерт за саксофон и симфоничен оркестър), "Песни без думи", "Триптих" и други.